# Großes Torpedoboot 1898
Als Großes Torpedoboot 1898 wurde eine Baureihe von 48 Großen Torpedobooten für die Kaiserliche Marine bezeichnet. 36 Einheiten wurden von den Schichau-Werken in Elbing gebaut, 12 Einheiten von der Germaniawerft in Kiel. Die Buchstabenkennung vor der Schiffsnummer kennzeichnet die Bauwerft des jeweiligen Schiffes. S steht hierbei für Boote aus den Schichau-Werken, G für Boote aus der Germaniawerft. In einigen Quellen werden die Boote auch S-90-Klasse genannt.

## Technik und Baugeschichte
Die Kaiserliche Marine war sich seit Mitte der 1890er Jahre dessen bewusst, dass ihre zwar sehr seefähigen und gegenüber ausländischen Marinen größeren Torpedoboote eine schlagkräftige Waffe in einem möglichen Seekrieg darstellen konnten, jedoch drohte mit der Einführung des damals neuen Torpedobootszerstörers britischerseits dieser Vorteil verloren zu gehen. Nach intensiven technischen und taktischen Vorüberlegungen präferierte man nun ein größeres Boot, das gegenüber dem neuartigen Zerstörer weiterhin offensiv bestehen konnte. Unabdingbar dafür war jedoch eine deutliche Größensteigerung der Boote sowie die gleichzeitige Abkehr von der bisherigen Doktrin des Einwellenantriebs und der Vorgabe, dass ein einziger Offizier zur Führung des Bootes genügen müsse. Gegenüber der letzten Serie der kleinen Boote wurde das Deplacement mehr als verdoppelt und die Geschwindigkeit auf 27 kn gesteigert. Zugleich stiegen die Seefähigkeit und die Seeausdauer. Die Klasse hatte eine etwas schwächere Geschützbewaffnung als gleichaltrige britische Torpedobootszerstörer, trugen jedoch ein Torpedorohr mehr. Den gleichaltrigen französischen Torpedobootszerstören waren die Boote dieses Typs in allen Belangen überlegen.
Die 48 Einheiten wurden zwischen 1898 und 1907 sowohl in den Schichau-Werken (36 Einheiten) und der Germaniawerft (12 Einheiten) gebaut. Während der Bauphase wurde das Design kontinuierlich angepasst und geändert. Zehn verschiedene Konstrukteure waren daran beteiligt. Daraus ergeben sich mehrere teils gravierend unterschiedliche Bauzustände. Die Gesamtlänge erstreckt sich von 63 bis 71,5 m. Die Breite erstreckt sich von 7 bis 7,75 m und der Tiefgang von 2,03 bis 3,22 m. Die Boote S 90 bis S 131 und G 108 bis G 113 waren in elf wasserdichte Abteilungen eingeteilt. Die Schiffe G 132 bis G 137 wurden um ein Abteil erweitert. Der Antrieb der meisten Einheiten erfolgte über zwei vertikale 3-Zylinder-Dreifachexpansions-Dampfmaschinen, die zwei dreiblättrige Schraubenpropeller antrieben. Der benötigte Dampf wurde von drei kohlebefeuerten Wasserrohrkesseln erzeugt. Je nach Bauzustand erreichten die Schiffe zwischen 27 und 30 Knoten, wobei die angegebene Leistung zwischen 5.900 und 7.000 PS (4.400 bis 5.200 kW) stark variierte. S 125 und G 137 wurden mit neuen Parsons-Dampfturbinen ausgerüstet, wobei G 137 noch einen zusätzlichen Kessel erhielt. S 125 erreichte 6.600 PS (4.900 kW) und 28 Knoten während G137 es auf 10.800 PS (8.100 kW) und 30 Knoten brachte. Jedes Schiff war mit 110-Volt-Generatoren für die elektrische Versorgung ausgerüstet und führte sowohl eine Jolle und ein zusätzliches Beiboot mit. Die Steuerung erfolgte über zwei Ruder, wobei eins jeweils am Heck und am Bug angebracht war.

## Bewaffnung
Für die Boote war eine Bewaffnung von drei 5,0-cm-Schnelladekanonen L/40 vorgesehen. Für G 132, G 133, G 134 und G 136 wurde die Rohrbewaffnung auf vier 5,2-cm-Schnelladekanonen L/55 erweitert. G 135 erhielt eine 8,8-cm-Schnelladekanone L/35 und zwei 5,2-cm-Schnelladekanonen L/55, während G 135 eine 8,8-cm-Schnelladekanone L/35 und drei 5,2-cm-Schnelladekanone L/55 erhielt. Alle Boote waren mit drei Torpedorohren ø 45,0 cm in Einzelwerfern ausgerüstet. Aufgrund teilweise unterschiedlicher Deckaufbauten konnte die Positionierung der Torpedorohre verschieden sein.

## Besatzung
Die Großen Torpedoboot 1898 hatten eine Standardbesatzung von zwei Offizieren und fünfundfünfzig Mannschaften. Aufgrund der unterschiedlichen Bauzustände wurde hiervon des Öfteren abgewichen. So hatte S 120 neunundfünfzig Mannschaften an Bord und G132 siebenundsechzig. G131 hatte eine Besatzung von drei Offizieren und achtundsiebzig Mannschaften. Wenn ein Boot als Flaggschiff einer Halbflottille eingesetzt wurde, kamen noch ein Stab von vier weiteren Offizieren und elf Mannschaften hinzu.

## Bootsverluste
S 90 war in Tsingtau stationiert. Am 17. Oktober 1914 versenkte es den japanischen Geschützten Kreuzer Takachiho und wurde danach von der Besatzung selbstversenkt. Die Besatzung wurde in China interniert. Am 15. Oktober 1915 kollidierte S 100 mit der als Minenschiff eingesetzten Fähre Preußen und sank. 39 Mann der Besatzung kamen dabei ums Leben. S 115, S 117, S 118 und S 119 wurden als 7. Torpedoboots-Halbflottille im Verlauf des Seegefechtes vor Texel vom britischen Leichten Kreuzer Undaunted und vier Zerstörern der Laforey-Klasse versenkt. Am 6. Oktober 1914 wurde S 116 vor Borkum durch das britische U-Boot E9 durch Torpedotreffer versenkt. Kommandant Kurt Freiherr von Ziegesar und acht Mann der Besatzung kamen dabei ums Leben. S 123 ging am 1. Mai 1916 und S 122 am 5. Oktober 1918 durch Minentreffer verloren. S 114 sank nach einer Kollision am 23. November 1914 und S 129 nach Grundberührung am 4. November 1915.

## Umbenennungen
Am 27. September 1916 wurden die Großen Torpedoboot 1898 umbenannt, indem diese Boote ihre Hersteller-Kennung in T + Nummer änderten. Am 24. September 1917 und am 22. Februar 1918 erfolgte wegen der Bestellung neuer Boote dann die nächste pauschale Umbenennung alter Torpedoboote, da nach Erreichen der Nummer 197 die kaiserliche Marine ab dem Typ Großes Torpedoboot 1911 ihre Boote wieder ab V 1 zählte.

## Große Torpedoboote 1898 (Auswahl)

### S 90
Der Stapellauf von S90 erfolgte am 26. Juli 1899 und die Indienststellung am 24. Oktober 1899.

#### Einsatz und Verbleib
S 90 wurde 1900 Teil des Ostasiatischen Kreuzergeschwaders und verbrachte seine komplette Dienstzeit in Asien.
Im Ersten Weltkrieg versenkte es den japanischen Kreuzer Takachiho mit einem Torpedo und wurde anschließend am 17. Oktober 1914 durch die Besatzung selbst versenkt.

### S 94
Der Stapellauf für S 94 (Baunummer 648) erfolgte am 23. April 1900 und die Indienststellung am 27. Juli 1900.

#### Einsatz und Verbleib
Erster Kommandant des Bootes war Oberleutnant zur See Peter Roßkath (* 1872).
Ab dem 4. September 1914 führte S 94 die Kennung T 94 und wurde zur Sicherung der deutschen Küsten in der Hafenflottille Jade-Weser eingesetzt. Ab 1915 fungierte T 94 als Tender, im Mai 1916 bis Kriegsende beim Abnahmekommando für Torpedoboote der Inspektion des Torpedowesens in Kiel.
S 94 überstand den Ersten Weltkrieg ohne schwere Schäden und versah einen Dienst in der Reichsmarine. Während des Kapp-Putsches sank es am 13. März 1920 in Wilhelmshaven. Es wurde gehoben und am 26. Oktober 1920 aus der Flottenliste gestrichen. Am 13. Mai 1921 wurde es für 160.000 Mark verkauft und später in Wilhelmshaven abgewrackt.

#### Kommandanten
- Oberleutnant zur See Peter Roßkath: ab der Indienststellung
- unbekannt
- Oberleutnant zur See Ernst Ewers: Oktober 1900 bis Dezember 1900
- unbekannt
- Kapitänleutnant Lange: 1901
- Korvettenkapitän Karl Wilbrandt: um 1902
- Oberleutnant zur See Albert Stoelzel: 1902
- unbekannt
- Kapitänleutnant Fritz Saupe: bis 1914
- Kapitänleutnant Waldemar von Münch: von August 1914 bis November 1914
- Oberleutnant zur See der Reserve Hinrich Hermann Hashagen: ab November 1914
- unbekannt
- Kapitänleutnant Kurt Tebbenjohanns: von April 1915 bis November 1915
- unbekannt
- Kapitänleutnant Otto Zincke genannt Sommer: von Januar 1918 bis Kriegsende

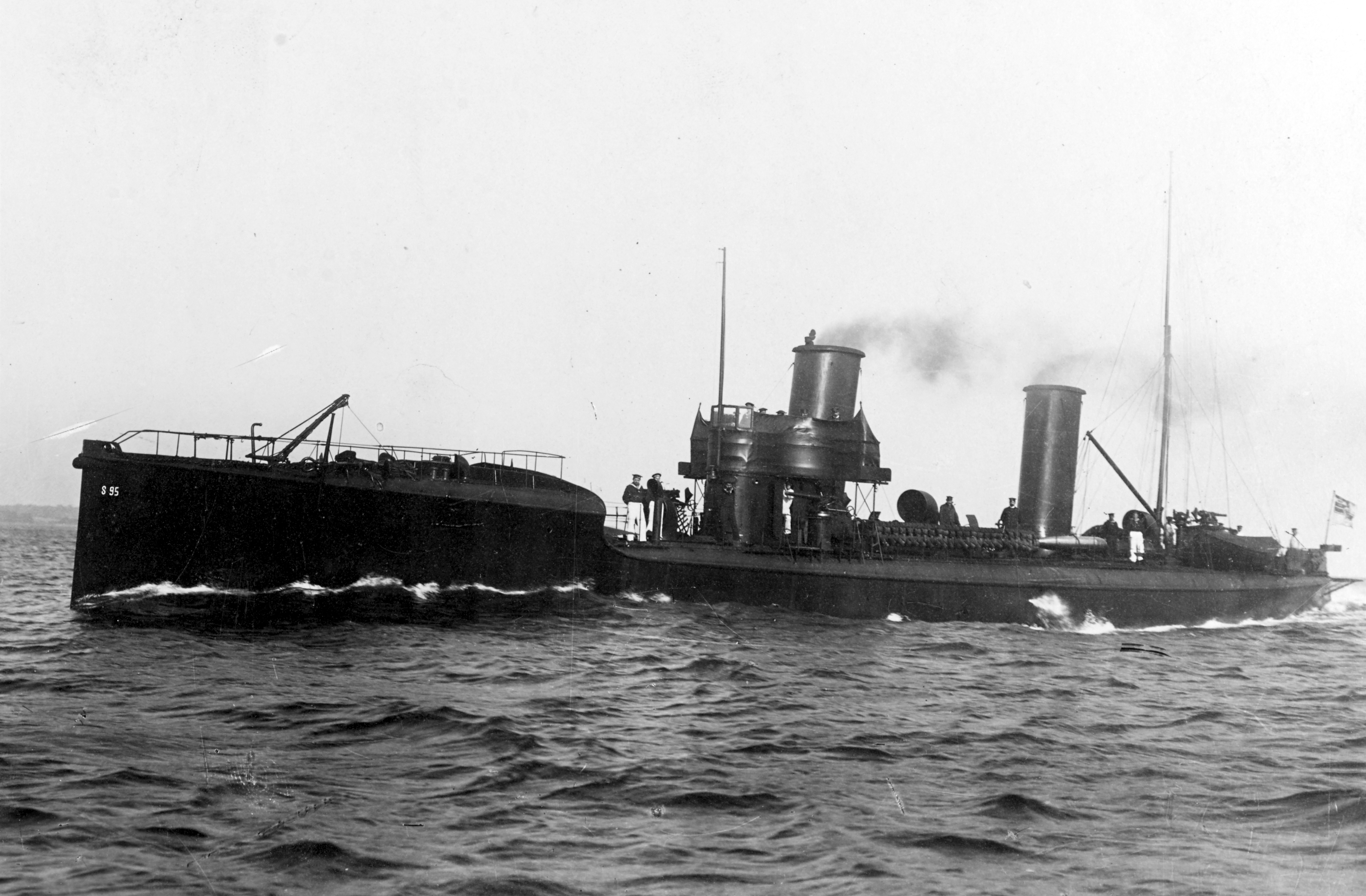
SMS S 95, zwischen 1900 und 1914

### S 95
Der Stapellauf für S 95 (Baunummer 649) erfolgte am 20. Februar 1900 und die Indienststellung am 29. August 1900.

#### Einsatz und Verbleib
Ab dem 4. September 1914 führte S 95 die Kennung T 95 und wurde zur Sicherung der deutschen Küsten in der Hafenflottille Jade-Weser eingesetzt. Ab 1915 fungierte T 95 als Tender, im Mai 1916 bis Kriegsende beim Abnahmekommando für Torpedoboote der Inspektion des Torpedowesens in Kiel.
S 95 überstand den Ersten Weltkrieg ohne schwere Schäden und versah einen Dienst in der Reichsmarine. Am 22. März 1921 wurde das Boot aus der Flottenliste gestrichen. Am 13. Mai 1921 wurde es für 180.000 Mark verkauft und später in Kiel abgewrackt.

#### Kommandanten (Auswahl)
- Oberleutnant zur See Hans Seebohm: 1901
- Oberleutnant zur See Günther Krech: bis Februar 1915
- Kapitänleutnant Eberhard Wolff: bis August 1915

### S 96
Der Stapellauf für S 96 (Baunummer 670) erfolgte am 31. Januar 1900 und die Indienststellung am 27. August 1900.

#### Einsatz und Verbleib
S 96 wurde als Tender eingesetzt. Ab dem 4. September 1914 führte S 96 die Kennung T 96. Ab Mitte Oktober 1914 war das Boot bis Kriegsende den Hochseestreitkräften zugeordnet.
S 96 überstand den Ersten Weltkrieg ohne schwere Schäden und versah einen Dienst in der Reichsmarine. Am 22. März 1921 wurde das Boot aus der Flottenliste gestrichen. Am 26. Mai 1921 folgte der Verkauf zur Verschrottung nach Düsseldorf.

#### Kommandanten (Auswahl)
- Wilhelm Buße: von Oktober 1906 bis Dezember 1906, von Februar 1907 bis April 1907 und im November 1907
- Oberleutnant zur See/Kapitänleutnant Erich Giese: ca. 1913 bis September 1914
- Georg Wildemann: bis April 1916

### S 97
Der Stapellauf vonS 97 erfolgte am 16. Dezember 1899 und die Indienststellung am 28. Mai 1900.
Das wurde auf den Namen SMS Sleipnir getauft und war damit das einzige Torpedoboot dieser Klasse, das einen Namen trug.

#### Einsatz und Verbleib
S 97 wurde bis 1914 als Depeschenboot zusammen mit der Kaiserlichen Yacht SMY Hohenzollern eingesetzt.
Im Ersten Weltkrieg wurde das Boot in T97 umbenannt und war im Küstenschutz eingesetzt.
Das Boot wurde in die Reichsmarine übernommen und 1921 außer Dienst gestellt und zum Abbruch verkauft.

### S 98
Der Stapellauf für S 98 (Baunummer 672) erfolgte am 28. Juli 1900 und die Indienststellung am 4. November 1900.

#### Einsatz und Verbleib
S 98 wurde als Tender eingesetzt. Ab dem 4. September 1914 führte S 98 die Kennung T 98. Ab Mitte Oktober 1914 war das Boot bis Kriegsende den Hochseestreitkräften zugeordnet. Ab dem 9. Oktober 1920 war es in der Marinewerft Wilhelmshaven.
S 98 überstand den Ersten Weltkrieg ohne schwere Schäden und versah einen Dienst in der Reichsmarine. 1921 wurde das Boot aus der Flottenliste gestrichen.

#### Kommandanten (Auswahl)
- Oberleutnant zur See Ernst von Gagern: vom 15. Oktober bis zum 14. Dezember 1903 und vom 6. April bis zum 16. August 1904
- Kapitänleutnant Oskar Heinecke
- Oberleutnant zur See Friedrich Wilhelm Klein: bis September 1914
- Oberleutnant zur See Oskar Steckelberg: bis März 1916

### S 99
Der Stapellauf für S 99 (Baunummer 673) erfolgte am 4. September 1900 und die Indienststellung am 13. Dezember 1900.

#### Einsatz und Verbleib
S 99 wurde als Flottillenboot bei der II. Unterseebootshalbflottille der I. Unterseebootsflottille in Hamburg eingesetzt. Ab dem 4. September 1914 führte S 99 die Kennung T 99 und war ab 1918 bei der 5. Halbflottille der II. Geleitflottille.
S 99 überstand den Ersten Weltkrieg ohne schwere Schäden und versah einen Dienst in der Reichsmarine. Am 22. März 1921 wurde das Boot aus der Flottenliste gestrichen. Am 26. Mai 1921 folgte der Verkauf zur Verschrottung nach Düsseldorf.

#### Kommandanten (Auswahl)
- Oberleutnant zur See Bruno Heinemann: ca. 1901
- Oberleutnant zur See Bernd von dem Knesebeck: ca. 1904
- Oberleutnant zur See/Kapitänleutnant Johann Bernhard Mann: von Herbst 1906 bis September 1907
- Oberleutnant zur See Walther Schwieger: ca. 1912
- Leutnant zur See Otto Neuerburg: August/September 1914
- Oberleutnant zur See Walter Wiedemann: mit Unterbrechung von Mai 1915 bis März 1916
- Oberleutnant zur See Waldemar von Fischer: von Oktober 1915 bis Dezember 1915
- Oberleutnant zur See Ludwig Schaafhausen: von März 1916 bis September 1916
- Oberleutnant zur See der Reserve Leopold Fritsch
- Oberleutnant zur See Reinhart von Rabenau: bis Dezember 1916
- Oberleutnant zur See der Reserve Walter Mössinger
- Oberleutnant zur See der Reserve Balduin Kroenke: ab Februar 1918
- Leutnant zur See Arnold Bentlage: ab Oktober 1918

### S 100
Der Stapellauf für S 100 (Baunummer 674) erfolgte am 13. November 1900 und die Indienststellung am 18. April 1901.

#### Einsatz und Verbleib
S 100 wurde als Flottillenboot bei der III. Unterseebootshalbflottille der I. Unterseebootsflottille in Hamburg eingesetzt. Ab dem 4. September 1914 führte S 100 die Kennung T 100. In der Unterseebootsflottille war es ab 1915 als Schulboot eingesetzt.
S 100 ging am 15. Oktober 1915 bei einem Zusammenstoß mit dem Hilfsminenschiff Preußen, T 100 fuhr in abgeblendeter Fahrt, in der Ostsee unter. Neben dem Kommandanten Bradhering und dem Wachoffizier Rudolf Koch kamen noch 37 Mann beim Untergang ums Leben.
Das Wrack auf 54° 30′ 0″ N, 13° 43′ 0″ O wurde 1925/26 gesprengt. 1994 waren auch noch Reste des Bootes vorhanden.

#### Kommandanten (Auswahl)
- Kapitänleutnant Wilhelm Adelung: von April 1901 bis September 1901
- Oberleutnant zur See der Reserve Emil Bradhering: von Mai 1915 bis Oktober 1915 (†)

### S 101
Der Stapellauf für S 101 (Baunummer 675) erfolgte am 22. Dezember 1900 und die Indienststellung am 30. April 1901.

#### Einsatz und Verbleib
S 101 wurde als Flottillenboot bei der IV. Unterseebootshalbflottille der II. Unterseebootsflottille in Stettin eingesetzt. Ab dem 4. September 1914 führte S 101 die Kennung T 101. T 101 wurde weiter als Flottillenboot bei der IV. Unterseebootshalbflottille  verwendet. 1917 kam das Boot zu einer Vorpostenflottille und ein Jahr später zu einer Torpedoboot-Flottille. Zum Ende des Krieges war das Boot bei der XIX. Torpedobootshalbflottille.
S 101 überstand den Ersten Weltkrieg ohne schwere Schäden und versah einen Dienst in der Reichsmarine. Am 22. März 1921 wurde das Boot aus der Flottenliste gestrichen. Am 13. Mai 1921 wurde es für 180.000 Mark verkauft und später in Kiel abgewrackt.

#### Kommandanten (Auswahl)
- Oberleutnant zur See Albert Stoelzel: ca. 1901
- Oberleutnant zur See Ernst Ewers: ca. 1901
- Oberleutnant zur See Ernst Freiherr von Wangenheim: von September 1915 bis Dezember 1915
- Oberleutnant zur See der Reserve Arno Haase: bis Juni 1917
- Oberleutnant zur See der Reserve Otto Patzig: ab Februar 1918
- Oberleutnant zur See Friedrich-Carl Neugebauer: bis Kriegsende

### S 114
Der Stapellauf für S 114 (Baunummer 700) erfolgte am 9. August 1902 und die Indienststellung am 25. Oktober 1902. S 114 gehörte mit seinen 1902 bestellten Schwesterbooten S 115, S 116, S 117, S 118 und S 119 zur dritten von Schichau gebauten Serie dieses Typs.

#### Einsatz und Verbleib
S 114 wurde ab 1915 im Küstenschutz eingesetzt. Im Mai 1916 in der Hafenflottille der Elbe. Ab 27. September 1916 wurde es T 114. Anschließend diente es in Vorposten- und Geleitflottillen. Zum Ende des Krieges war es bei der 8. Halbflottille der II. Geleitflottille.
S 114 überstand den Ersten Weltkrieg ohne schwere Schäden und versah einen Dienst in der Reichsmarine. Am 9. November 1920 wurde das Boot aus der Flottenliste gestrichen. Am 7. Juni 1921 wurde es für 170.000 Mark verkauft und später in Kiel abgewrackt.

#### Kommandanten (Auswahl)
- Kapitänleutnant Kurt Freiherr von Ziegesar: bis September 1914
- Kapitänleutnant der Reserve Bernhard Goldschmidt: von September 1914 bis August 1915
- Oberleutnant zur See der Reserve Walter Frind
- Kapitänleutnant der Reserve Wilhelm Meyer: von Februar 1917 bis Februar 1918
- Leutnant zur See der Reserve Johannes Bauernfeind: von Februar 1918 bis Kriegsende

### S 120
Der Stapellauf für S 120 (Baunummer 718) erfolgte am 10. Februar 1904 und die Indienststellung am 7. Mai 1904. S 120 gehörte mit seinen 1903 bestellten Schwesterbooten S 121, S 122, S 123 und S 124 zur vierten von Schichau gebauten Serie dieses Typs.

#### Einsatz und Verbleib
Nach der Indienststellung kam S 120 ab 1915 im Küstenschutz zum Einsatz. Im Mai 1916 war das Boot bei der Hafenflottille der Elbe.
Am 27. September 1916 wurde das Boot in T 120 umbenannt und kam zur VII. Torpedoboots-Halbflottille. Im Juli 1917 wechselte das Boot zur Vorpostenflottille der Ems.
Nach dem Krieg wurde das Boot in die Reichsmarine übernommen.
Am 22. März 1921 wurde das Boot außer Dienst gestellt. Am 28. Mai 1921 für 210.000 Mark verkauft, wurde es später in Wilhelmshaven abgewrackt.

#### Kommandanten (Auswahl)
- Kapitänleutnant Bernhard Wülfing: um 1912
- Kapitänleutnant Theodor Marcard: von Dezember 1914 bis Mai 1917
- Leutnant zur See der Reserve Georg Nerdas: von Mai 1917 bis Februar 1918
- Leutnant zur See der Reserve Johann Hirtz
- Kapitänleutnant der Reserve Kurt Wallmuth
- Oberleutnant zur See Richard Schreiber
- Oberleutnant zur See der Reserve Julius Wilm
- Oberleutnant zur See Fritz Boie: von November 1917 bis Kriegsende

### S 121
Der Stapellauf für S 121 (Baunummer 719) erfolgte am 3. März 1904 und die Indienststellung am 17. Juni 1904. S 121 gehörte mit seinen 1903 bestellten Schwesterbooten S 120, S 122, S 123 und S 124 zur vierten von Schichau gebauten Serie dieses Typs.

#### Einsatz und Verbleib
Nach der Indienststellung kam S 121 als Vorposten- und Schulboot zum Einsatz.
Im Mai 1916 war das Boot der Schulhalbflottille zugewiesen.
Am 27. September 1916 wurde das Boot in T 121 umbenannt und kam zur VII. Torpedoboots-Halbflottille. Im Juli 1917 wechselte das Boot zur Vorpostenflottille der Ems.
Zum Ende des Ersten Weltkriegs 1918 war T 121 der Tenderdivision der Unterseebootschule zugewiesen.
Nach dem Krieg wurde das Boot in die Reichsmarine übernommen und kam zur 4. Ostsee-Minensuchhalbflottille.
Am 22. März 1920 wurde das Boot außer Dienst gestellt, später verkauft und 1921 in Kiel abgewrackt.

#### Kommandanten (Auswahl)
- Kapitänleutnant Rudolf Faulborn
- Oberleutnant zur See: Hans Stohwasser
- Kapitänleutnant Hans Hufnagel: von August 1914 bis September 1914
- Kapitänleutnant Hans Trenk: von November 1914 bis 20. April 1915
- Kapitänleutnant Siegfried Kluge: von Oktober 1915 bis August 1916
- Kapitänleutnant Hermann Bucher: bis Dezember 1916
- Kapitänleutnant Walter Wiebe: von Januar 1917 bis 1918
- Leutnant zur See der Reserve Otto Fritz: nach Juli 1918 bis 11. November 1918
- Kapitänleutnant Karl Neumann: Anfang 1919
- Kapitänleutnant Walter Wiebe: bis Ende November 1919

## Weitere Einheiten
| S 90  | 26. Juli 1899      | 24. Oktober 1899   | Am 17. Oktober 1914 vor Tsingtau selbstversenkt. |
| S 91  | 25. September 1899 | 24. April 1900     | Am 22. März 1921 aus der Flottenliste gestrichen und am 26. Mai 1921 zum Verschrotten verkauft.                                                       |
| S 92  | 15. Mai 1900       | 27. Juni 1900      | Am 22. März 1921 aus der Flottenliste gestrichen und am 26. Mai 1921 zum Verschrotten verkauft.                                                       |
| S 93  | 24. März 1900      | 14. Juli 1900      | Am 22. März 1921 aus der Flottenliste gestrichen und am 26. Mai 1921 zum Verschrotten verkauft.                                                       |
| S 97  | 16. Dezember 1899  | 28. Mai 1900       | Am 22. März 1921 aus der Flottenliste gestrichen und am 26. Mai 1921 zum Verschrotten verkauft.                                                       |
| S 102 | 18. April 1901     | 18. Juli 1901      | Am 22. März 1921 aus der Flottenliste gestrichen und am 13. Mai 1921 zum Verschrotten verkauft.                                                       |
| S 103 | 15. Mai 1901       | 17. September 1901 | Am 22. März 1921 aus der Flottenliste gestrichen und am 26. Mai 1921 zum Verschrotten verkauft.                                                       |
| S 104 | 22. Juni 1901      | 7. Oktober 1901    | Am 22. März 1921 aus der Flottenliste gestrichen und am 26. Mai 1921 zum Verschrotten verkauft.                                                       |
| S 105 | 7. August 1901     | 17. November 1901  | Am 22. März 1921 aus der Flottenliste gestrichen und am 26. Mai 1921 zum Verschrotten verkauft.                                                       |
| S 106 | 7. September 1901  | 9. Dezember 1901   | Am 22. März 1921 aus der Flottenliste gestrichen und am 26. Mai 1921 zum Verschrotten verkauft.                                                       |
| S 107 | 17. Oktober 1901   | 27. Januar 1902    | Am 22. März 1921 aus der Flottenliste gestrichen und am 13. Mai 1921 zum Verschrotten verkauft.                                                       |
| G 108 | 7. September 1901  | 26. März 1902      | Am 22. März 1921 aus der Flottenliste gestrichen, in Hamburg verschrottet.                                                                            |
| G 109 | 9. November 1901   | 19. Juni 1902      | Am 22. März 1921 aus der Flottenliste gestrichen und am 13. Mai 1921 zum Verschrotten verkauft.                                                       |
| G 110 | 9. September 1902  | 21. Januar 1903    | Am 22. März 1921 aus der Flottenliste gestrichen, in Hamburg verschrottet.                                                                            |
| G 111 | 2. April 1902      | 21. Juli 1902      | Am 22. März 1921 aus der Flottenliste gestrichen und am 13. Mai 1921 zum Verschrotten verkauft.                                                       |
| G 112 | 19. Juni 1902      | 6. September 1902  | Am 22. März 1921 aus der Flottenliste gestrichen und am 13. Mai 1921 zum Verschrotten verkauft.                                                       |
| G 113 | 9. August 1902     | 16. Oktober 1902   | Am 22. März 1921 aus der Flottenliste gestrichen und am 8. Juni 1921 zum Verschrotten verkauft.                                                       |
| S 115 | 10. September 1902 | 22. Februar 1903   | Am 17. Oktober 1914 während des Seegefechts vor Texel durch Beschuss des leichten Kreuzers Undaunted und vier Zerstörern der Laforey-Klasse versenkt. |
| S 116 | 14. Oktober 1902   | 28. März 1903      | Am 6. Oktober 1914 vom britischen U-Boot E9 in der Nordsee durch Torpedo versenkt.                                                                    |
| S 117 | 4. Februar 1903    | 21. Mai 1903       | Am 17. Oktober 1914 während des Seegefechts vor Texel durch Beschuss des leichten Kreuzers Undaunted und vier Zerstörern der Laforey-Klasse versenkt. |
| S 118 | 21. März 1903      | 9. Juli 1903       | Am 17. Oktober 1914 während des Seegefechts vor Texel durch Beschuss des leichten Kreuzers Undaunted und vier Zerstörern der Laforey-Klasse versenkt. |
| S 119 | 8. Juli 1903       | 6. September 1903  | Am 17. Oktober 1914 während des Seegefechts vor Texel durch Beschuss des leichten Kreuzers Undaunted und vier Zerstörern der Laforey-Klasse versenkt. |
| S 122 | 23. April 1904     | 5. August 1904     | Am 5. Oktober 1918 in der Nordsee durch Minentreffer versenkt.                                                                                        |
| S 123 | 25. Juni 1904      | 23. August 1904    | Am 1. Mai 1916 in der Nordsee durch Minentreffer versenkt.                                                                                            |
| S 124 | 3. August 1904     | 8. Oktober 1904    | Am 30. November nach Kollision mit dem dänischen U-Boot Anglodane gesunken                                                                            |
| S 125 | 19. Mai 1904       | 4. April 1905      | Am 22. März 1921 aus der Flottenliste gestrichen und am 13. Juni 1921 zum Verschrotten verkauft.                                                      |
| S 126 | 26. November 1904  | 30. April 1905     | Am 22. März 1921 aus der Flottenliste gestrichen und am 13. Juni 1921 zum Verschrotten verkauft.                                                      |
| S 127 | 12. Januar 1905    | 7. Juni 1905       | Am 22. März 1921 aus der Flottenliste gestrichen und am 28. Mai 1921 zum Verschrotten verkauft.                                                       |
| S 128 | 25. Februar 1905   | 8. Juli 1905       | Am 22. März 1921 aus der Flottenliste gestrichen und am 13. Juni 1921 zum Verschrotten verkauft.                                                      |
| S 129 | 4. März 1905       | 10. August 1905    | Am 5. November 1915 in der Nordsee als Wrack aufgegeben.                                                                                              |
| S 130 | 27. April 1905     | 17. September 1905 | Am 22. März 1921 aus der Flottenliste gestrichen und am 28. Mai 1921 zum Verschrotten verkauft.                                                       |
| S 131 | 25. Mai 1905       | 6. Oktober 1905    | Am 22. März 1921 aus der Flottenliste gestrichen und am 28. Mai 1921 zum Verschrotten verkauft.                                                       |
| G 132 | 12. Mai 1906       | 22. August 1906    | Am 22. März 1921 aus der Flottenliste gestrichen und am 28. Mai 1921 zum Verschrotten verkauft.                                                       |
| G 133 | 30. Juni 1906      | 10. Dezember 1906  | Am 22. März 1921 aus der Flottenliste gestrichen und am 28. Mai 1921 zum Verschrotten verkauft.                                                       |
| G 134 | 23. Juli 1906      | 6i März 1907       | Am 9. November 1920 aus der Flottenliste gestrichen und am 13. Mai 1921 zum Verschrotten verkauft.                                                    |
| G 135 | 7. September 1906  | 24. Januar 1907    | Am 25. Mai 1921 aus der Flottenliste gestrichen und am 10. Oktober 1921 zum Verschrotten verkauft.                                                    |
| G 136 | 25. August 1906    | 16. März 1907      | Am 21. Juli 1921 aus der Flottenliste gestrichen und am 20. August 1921 zum Verschrotten verkauft.                                                    |
| G 137 | 24. Januar 1907    | 24. Juli 1907      | Am 22. März 1921 aus der Flottenliste gestrichen und am 28. Mai 1921 zum Verschrotten verkauft.                                                       |